# Theo-Ben Gurirab
Theo-Ben Gurirab (Usakos, 23 gennaio 1938 – Windhoek, 14 luglio 2018) è stato un politico namibiano.
Esponente dell'Organizzazione del Popolo dell'Africa del Sud-Ovest, dall'agosto 2002 al marzo 2005 ha ricoperto la carica di Primo ministro della Namibia.